# Ryan Schraeder
Ryan Schraeder (* 4. Mai 1988 in Wichita, Kansas) ist ein ehemaliger US-amerikanischer American-Football-Spieler auf der Position des Offensive Tackles. Er spielte sechs Jahre lang für die Atlanta Falcons in der National Football League (NFL).

## Frühe Jahre
Schraeder spielte auf der High School Basketball und Baseball, jedoch noch kein Football. Später ging er auf die Valdosta State University, wo er dreimal hintereinander für das First Team All-American nominiert wurde.

## NFL
Am 29. April 2013 wurde Schraeder von den Atlanta Falcons unter Vertrag genommen. In sechs Saisons für die Falcons bestritt 88 Spiele, 73 davon als Starter. Er erreichte mit den Falcons den Super Bowl LI, der aber mit 28:34 gegen die New England Patriots verloren wurde. Am 13. März 2019 entließen die Falcons Schraeder.